# Lata ptaszek
Lata ptaszek – polska bajka muzyczna, z tekstem Jana Brzechwy i z muzyką Mieczysława Janicza. Wydana na płycie Muza SX-1159, strona A (strona B to Księżniczka na ziarnku grochu).

## Ekipa
- Zespół instrumentalny pod kierownictwem Mieczysława Janicza
- Zespół wokalny pod kierownictwem Lucjana Mazurka
- Reżyser nagrania: Zofia Gajewska
- Operator dźwięku: Jacek Złotkowski
- Projekt graficzny: M. Hibner

## Obsada
- Tadeusz Bartosik - narrator
- Anna Skaros - derkacz
- Andrzej Stockinger - puchacz
- Zygmunt Apostoł - dzięcioł
- Bogumił Kłodkowski - szpak